# 疣织纹螺
疣织纹螺（学名：Nassarius papillosus），是新腹足目织纹螺科织纹螺属的一种。主要分布于中国大陆、台湾，常栖息在低潮线。